# Patatera
La patatera, trumfera, creïllera o pataquera (Solanum tuberosum) és una planta herbàcia perenne de la família de les solanàcies originària d'Amèrica i cultivada arreu del món pels seus tubercles comestibles. Segons el sistema de classificació APG II és dins del clade dels eudicots, en concret dins dels euasterids I, on se situa l'ordre de les solanals.

## Història
El mot «patata» és un manlleu del castellà. En aquesta llengua, el mot d'origen taïno batata, que vol dir ‘moniato’, es contaminà del vocable amb què els quítxues anomenen la patata: papa.
Altres mots usuals que designen la patata són:
- creïlla (adaptació del castellà 'criadilla', amb les variants queraïlla, querilla, quereguilla, queradilla, queredilla, crilla, creaïlla), al País Valencià, fora del nord.
- trumfa (del francès truffe), en una àrea extensa del nord i de l'oest del domini lingüístic i trufa (Catalunya del Nord).
- pataca (tarragonès i nord del País Valencià) o patana (Catalunya del Nord).

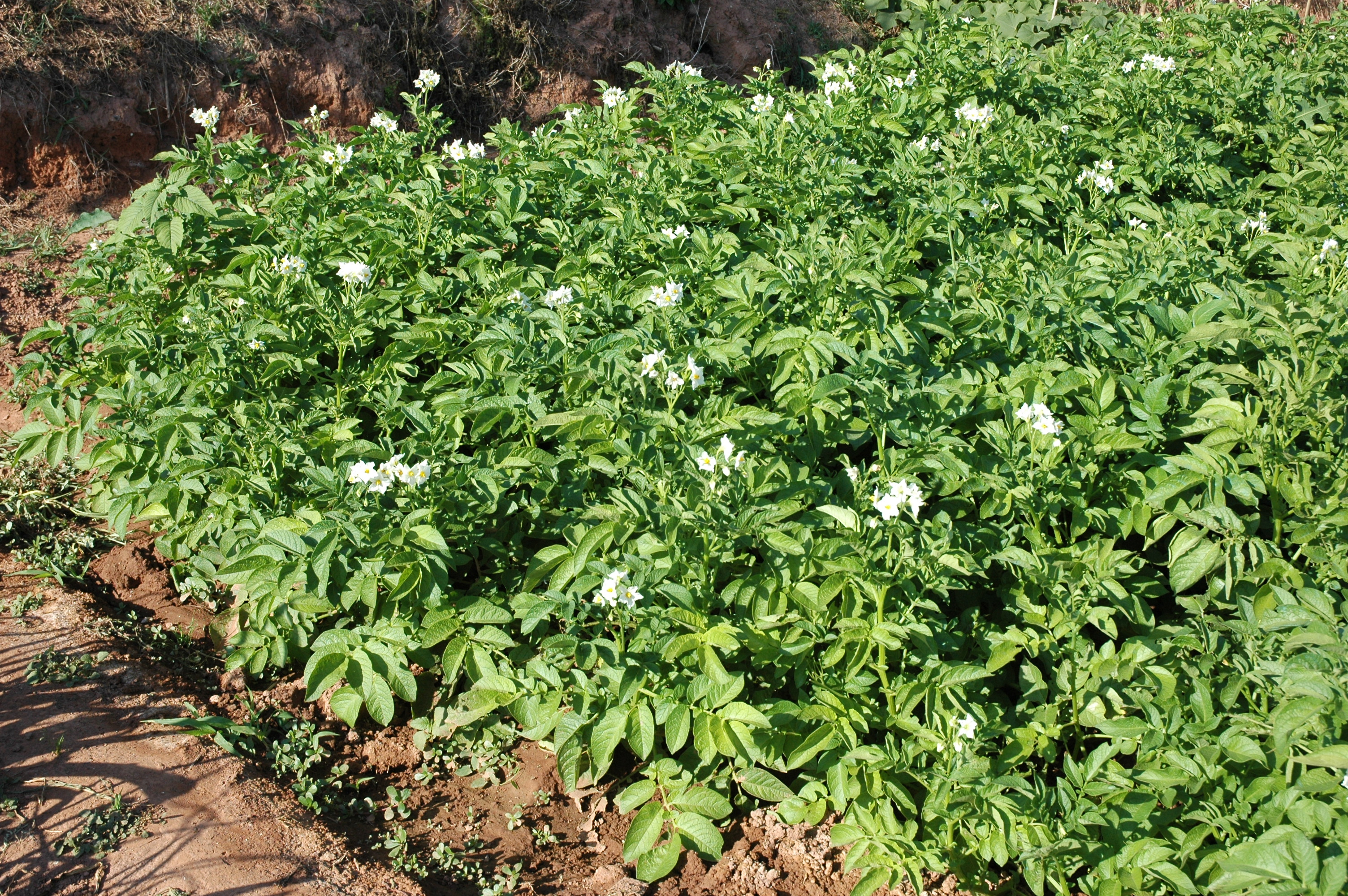
Patateres

Els pobles nadius andins cultivaren moltes varietats de patates durant segles, essent els pobles originaris d'aquesta serralada els primers a domesticar el tubercle. De la importància que tingué el cultiu de la patata en dona testimoni el fet que el cultiu de les diferents varietats estava altament desenvolupat, fins al punt que les diverses varietats i les seves propietats diferien clarament de la planta original evolucionada naturalment. Per a aquests pobles la patata era el principal aliment disponible. Al Perú les patates s'arribaren a cultivar a una alçada de 4.000 metres. El final de la principal festa religiosa dels Inques coincidia amb l'inici de la collita de la patata.
Les primeres patates cultivades foren vistes pels exploradors espanyols a la vall de la Grita (Colòmbia) el 1537. Ho relata Pedro Cieza de León al llibre Crónica del Perú, publicat a Sevilla el 1553, en què també descrivia la patata. Les patates, creïlles, trumfes o trumfos són el tubercle comestible pel qual es cultiva la patatera, que ha estat bàsic en l'alimentació de molts pobles des del descobriment d'Amèrica i és la base avui en dia de molts plats. Aquest tubercle va ser cultivat al Perú des del mil·lenni VIII aC. El cronista Pedro Cieza, contemporani de Francisco Pizarro, la va descriure el 1550 i es considera que la portà a Espanya el 1554 com a curiositat. L'any 1573 va ser plantada a l'hospital de Sevilla per proporcionar menjar als malalts. Portada a Roma en 1588, el naturalista Charles de l'Ecluse la va descriure com una "petita trufa" o "tartuffoli". Es considera que a Anglaterra, i procedent de les costes de Colòmbia, fou portada per Thomas Hariot cap al 1586, i posteriorment, al segle xvii es va adoptar el seu cultiu a Irlanda. En aquest segle, Europa, va patir els efectes d'uns hiverns molt durs que van afectar la producció agrícola i, com a conseqüència, la població patí la fam. A més, es varen unir les malalties i les guerres, cosa que va reduir sensiblement la mà d'obra disponible per al camp. Aquestes penúries tingueren certa prolongació en el segle xviii, a les que se sumà la inestabilitat social i política de França, on s'atribueix la popularització del consum de la patata al farmacèutic Antoine Parmentier.
Es creu que la patata fou importada des del Perú cap a la península Ibèrica el 1554 com a curiositat, essent -inicialment- cultivades per clergues i nobles com una raresa botànica. Amb tot el tubercle tingué una nul·la acceptació inicial com a aliment, malgrat que els exploradors i mariners coneixien les propietats del tubercle, fent-se com a norma, amb grans quantitats d'aquest per tal d'emprar-los com a provisió pel viatge de tornada cap a Europa.
Vers la seva implantació de com s'arribà a cultivar aquesta en els horts europeus hi ha força anècdotes i contradiccions. Amb tot, el tubercle es convertí ràpidament en un aliment àmpliament estès. Les principals vies d'importació s'establiren a partir de dues rutes principals, la primera, passava mitjançant la península Ibèrica, mentre que l'altre importava les patates mitjançant les illes britàniques i els països baixos. A finals del segle xvi la patata ja era un aliment comú a Itàlia, Alemanya, Polònia i Rússia, mentre que a França la incorporació d'aquest aliment es produí més tardanament: l'introductor de la patata en aquest país fou el farmacèutic i gastrònom Antoine Parmentier, reconegut pels banquets, on va oferir la patata com a novetat, a finals del segle xviii.
Al segle xviii, Irlanda n'adoptà el conreu. El cultiu de la patatera s'estengué i arribà a convertir-se en un dels aliments bàsics de la població europea, fet que es consolidà en el segle xix -Napoleó I pogué reunir i alimentar grans exèrcits gràcies al rendiment de la patata com a aliment. De la gran importància que tingué la patatera en deixa constància la "Gran Fam Irlandesa", ocorreguda entre els anys 1846 i 1849, causada per una gran plaga de mildium de la patata que n'afectà el cultiu amb resultats desastrosos: moriren vora un milió de persones i provocà l'emigració d'un altre milió.

## Morfologia

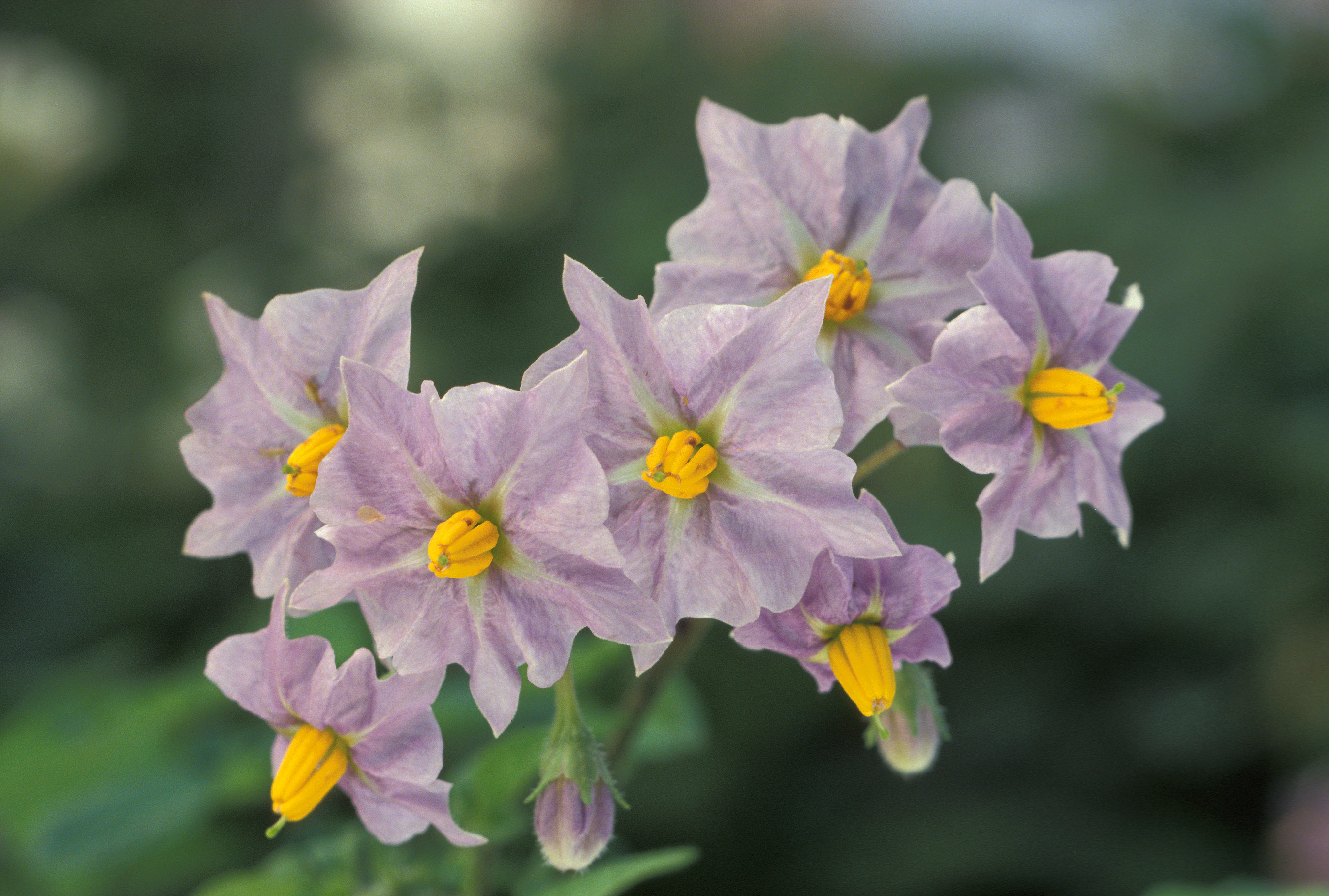
Flors actinomorfes i gamopètales de la patatera

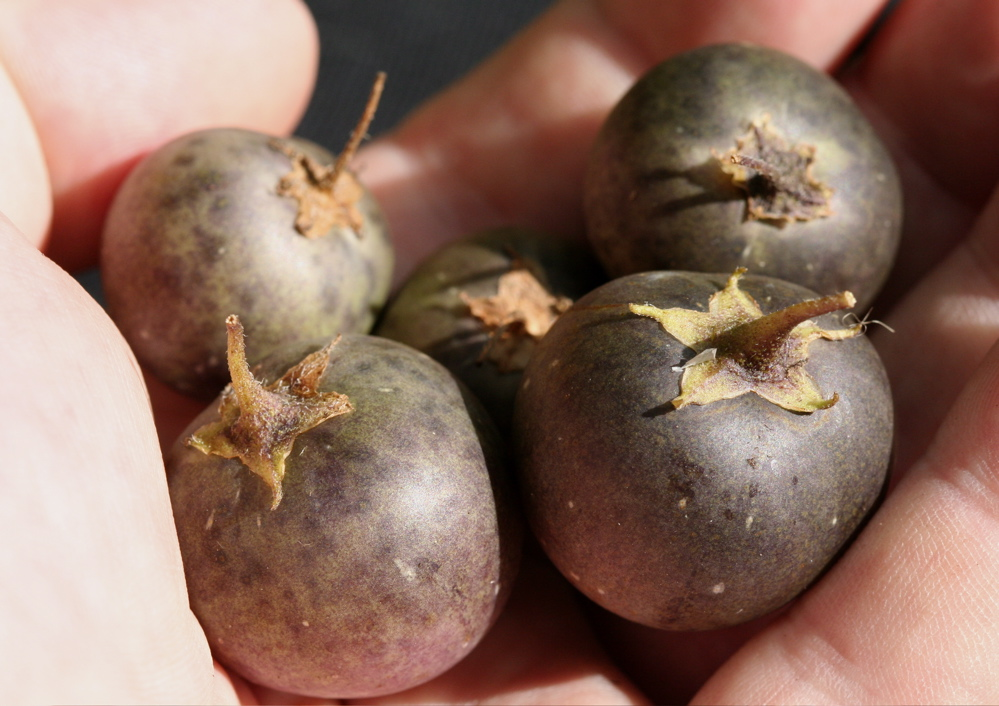
Fruits de la patatera

La patatera és una planta herbàcia, tuberosa, perenne a través dels seus tubercles, caducifoli, de tija erecta o semi-decumbent
 que pot arribar a mesurar fins a 1 metre d'alçada.
Floreix entre juliol i setembre, les flors es presenten agrupades en cimes i són blanques o violetes amb uns estams grocs molt visibles, semblants a les d'altres solanàcies com el tomàquet o l'albergínia, amb cinc sèpals i una corol·la de tipus rotàcia, actinomorfa i gamopètala, formada per cinc pètals soldats. La pol·linització és de tipus entomòfila (per insectes), normalment és creuada o també es pot donar l'autopol·linització. Els fruits són unes baies de color verd, que recorden un tomàquet petit i que contenen fins a 300 llavors. Aquest fruit conté grans quantitats de solanina, un alcaloide tòxic que els fa no comestibles. Les fulles són compostes, pinnatipartides amb folíols que combinen uns de mida gran amb altres de mida petita.
Es caracteritza per presentar les tiges modificades a la part subterrània en forma de tubercles comestibles, les patates, que tenen la particularitat de presentar borrons, els ulls de la patata, disposats en forma helicoïdal. Aquests tubercles acumulen gran quantitat d'aigua (fins al 80%) i altres substàncies com midó, sucres, proteïnes com l'albúmina, fibres com la cel·lulosa, minerals, enzims, vitamines com la vitamina C (present sobretot a la pell) i toxines (a les parts verdes i als borrons dels tubercles, per això és important pelar i coure les patates).

## Cultiu

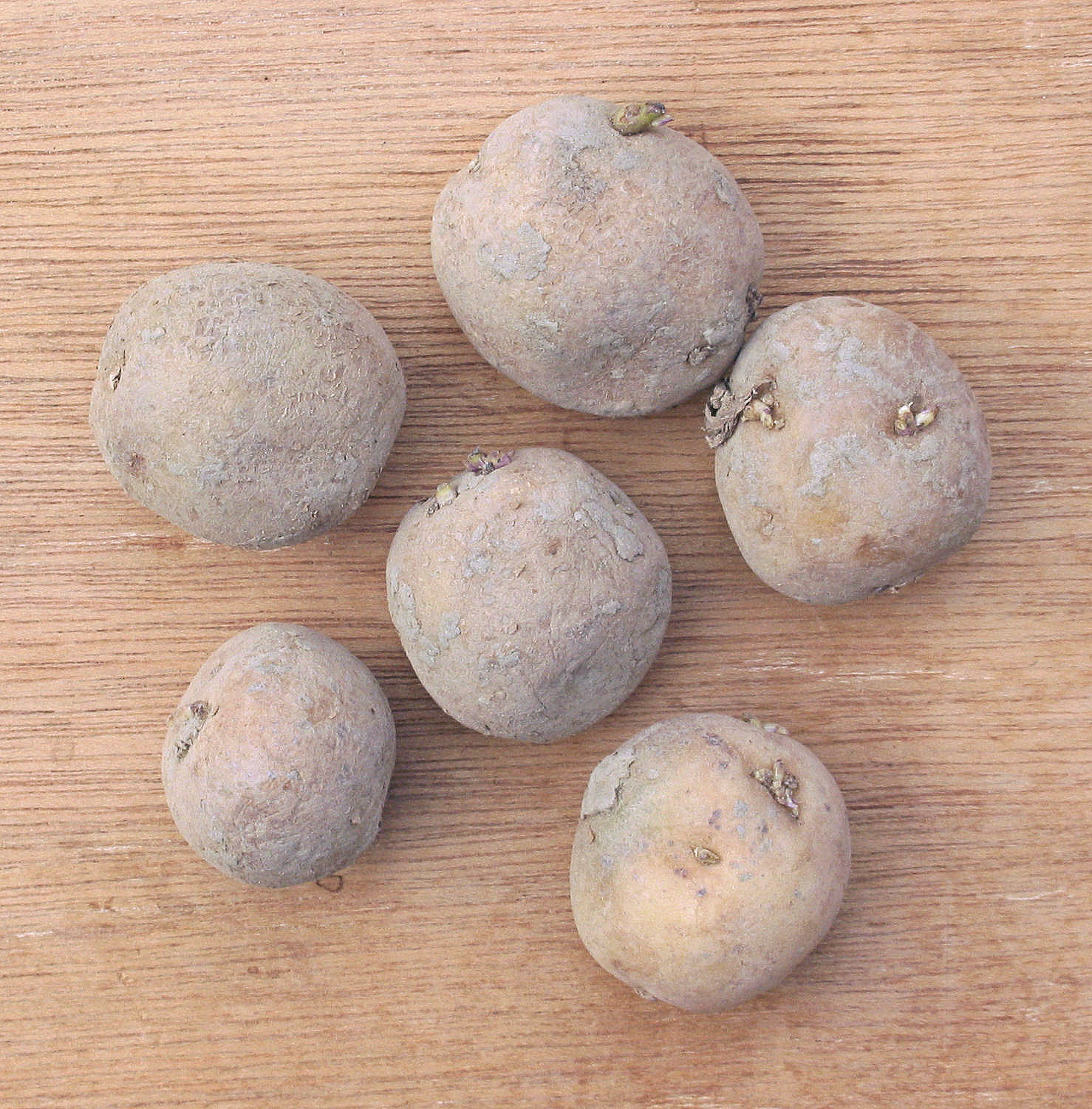
"patata llavor" o "minitubercles", petits tubercles de no més de 3 cm de diàmetre utilitzats per realitzar les grans plantacions comercials del cultiu de patata. També es poden utilitzar tubercles mitjans o només trossos que tinguin almenys un ull (o sigui, un rovell)

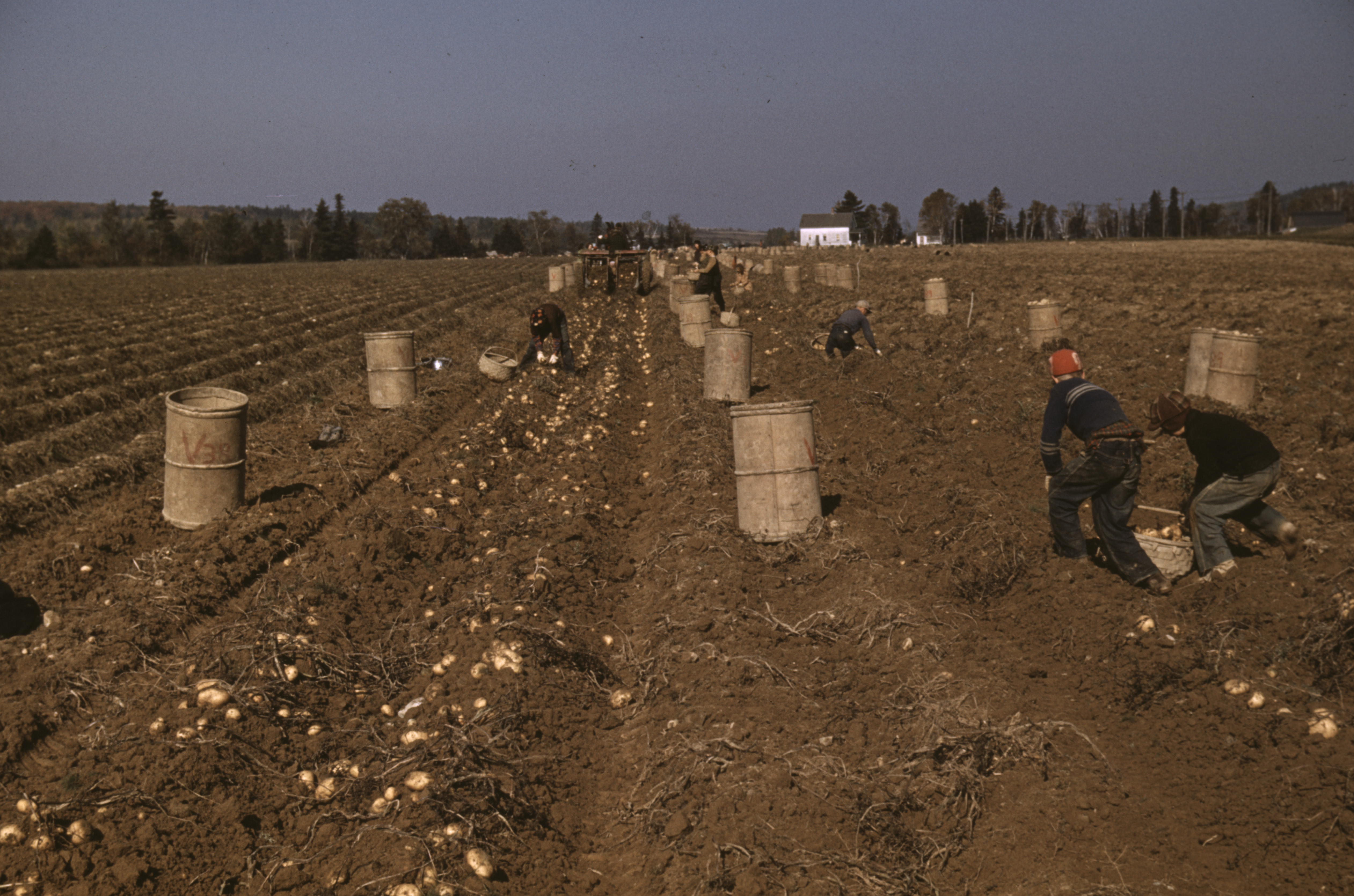
Fins fa poques dècades el cultiu de patata exigia una gran quantitat de mà d'obra i encara avui aquest és un requeriment indispensable en moltes regions del món. A la imatge, presa cap al 1940, s'observa a nens treballant durant la collita de la patata en una granja dels Estats Units. Comtat d'Aroostook (Maine)

### Sembra

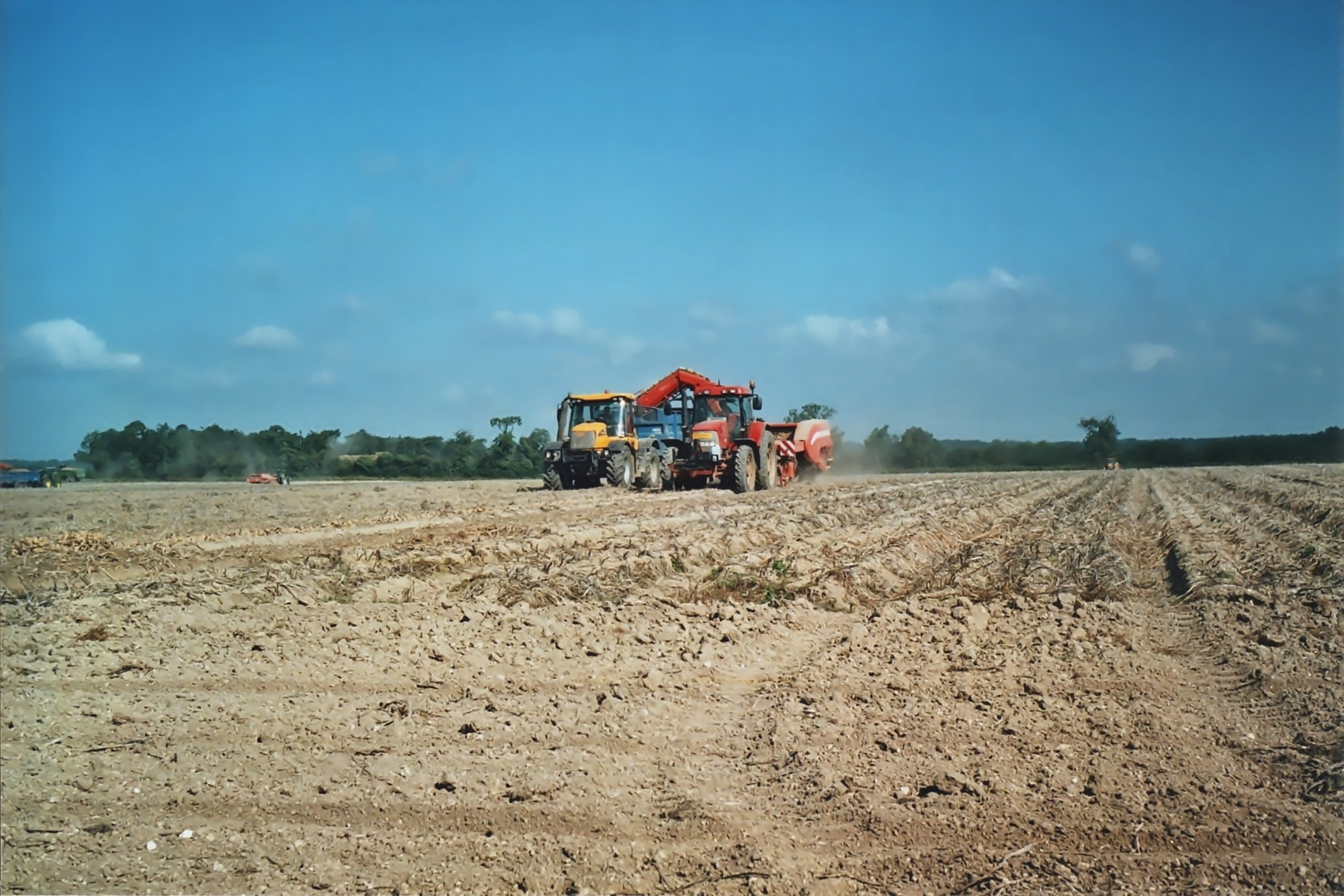
En l'actualitat, la collita de la patata és mecanitzada en les grans explotacions comercials d'aquest conreu.

Si se sembren les llavors sense eliminar la substància mucilaginosa que les recobreix, no germinen. Però, fins i tot, si es retira aquesta substància, la producció que s'obté de patates sembrades per llavor és molt heterogènia, perquè en una planta tetraploide la variabilitat de la descendència és molt alta. Per això, es prefereix fer una multiplicació vegetativa, plantant els tubercles (la sembra de llavors s'usa quasi exclusivament per obtenir noves varietats).

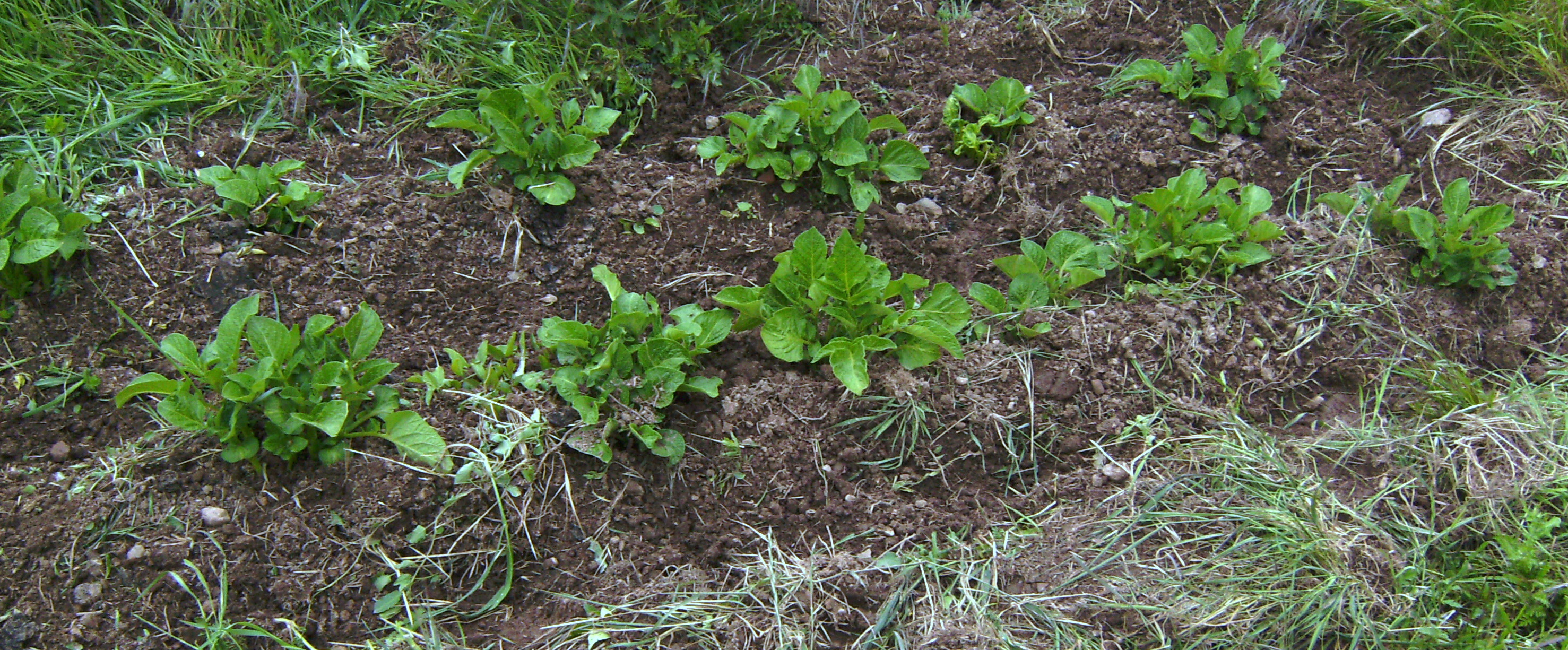
Patateres sobre els cavallons

Els tubercles que han de fer de "llavor" no han de presentar lesions ni símptomes de malalties i, preferentment, haurien d'haver passat un temps exposats a llum indirecta perquè es posin verdes i les tiges no es desprenguin amb facilitat. Es dipositen a la terra a solcs poc profunds i prop del fertilitzant, ja que emeten poques arrels. Quan les patateres fan uns 10 cm d'alt es fan cavallons que eviten que la llum torni verds els seus tubercles i en faciliten el creixement.

### Categories de la patata de sembra
Les patates de sembra es classifiquen en diverses categories:
- Material parental o de partida
- Llavors de prebase
- Les Llavors de base
  - Dins aquesta categoria es distingeixen dues classes: Super Elite (SE) i Elite(E), que amb la nova classificació de la UE es passaran a dir: CEE1, CEE2 i CEE2
- Llavor certificada
  - Dins aquesta categoria hi ha dues classes: A i B.

### Condicions de cultiu
Les condicions de cultiu varien d'una varietat a una altra, però en general prefereix sòls rics en humus, solts i sorrencs. A continuació es brinden precisions sobre les necessitats o requeriments del cultiu de patata.
FotoperíodePel que fa a la resposta a la longitud del dia o fotoperíode, la mateixa depèn de la subespècie i varietat considerada. La subespècie tuberosum requereix per desenvolupar la seva àrea foliar de fotoperíode llarg (més de 14 hores de llum) i en el seu procés de tuberització (formació i engrossiment dels tubercles), de fotoperíode curt (menys de 14 hores de llum). Sota condicions de dia curt (latituds properes a la línia equatorial) les plantes de tuberosum mostren una tuberització primerenca, els estolons són curts i el fullatge roman reduït. Sota condicions de dia llarg (sobre 25° de latitud nord o sud) passa el contrari.
La subespècie andigena, al contrari, tuberitza adequadament sota condicions de dia curt i en ser duta a condicions de fotoperíode llarg el període de creixement s'allarga excessivament, floreix profusament, però no tuberitza o ho fa escassament, és a dir, produeix tubercles petits.
LlumLa intercepció de llum pel cultiu depèn de la intensitat lumínica, de l'arquitectura del fullatge (planófila o erectófila), de l'edat de les fulles i del percentatge de sòl cobert pel fullatge. El procés fotosintètic s'efectua quan els raigs de sol incideixin sobre la totalitat de les fulles verdes i no sobre el sòl nu. L'assimilació bruta de la patata en un dia lluminós ple (50.000 lux) a 18.-20 °C és d'1,92 g CO₂ per metre quadrat d'àrea foliar per hora, amb una concentració de 0,03% de CO₂. Això equival a un rendiment net potencial d'1,23 g de matèria seca. Les fulles més velles fotosintetitzen menys que les més joves. En els cultius amb baixa densitat de plantació (menys de 35.000 plantes/ha) no es produeix competència entre plantes, però part de la llum es perd perquè no tota l'àrea de terra està coberta de fullatge. Això estimula una major producció per planta i una major mida dels seus tubercles, però el rendiment per unitat de superfície serà inferior a aquell que presenta una densitat inicial.
TemperaturaEl tubercle en latència, inicia la brotada i emergència en forma lenta a 5 °C i es maximitza als 14-16 °C. Això és important en considerar l'època de plantació, ja que aquesta s'ha d'iniciar quan la temperatura del sòl hagi assolit almenys 7-8 °C. La resposta fotoquímica a la temperatura té estreta relació amb la intensitat lumínica. Així, quan aquesta última és alta (sobre 50.000 lux) la fotosíntesi neta s'optimitza a altes temperatures.
Durant el desenvolupament del cultiu la planta forma l'àrea foliar profusament a temperatures de 20-25 °C. Temperatures sobre els 37 °C afecten el procés fotosintètic en augmentar excessivament la respiració.

### Desenvolupament del cultiu
Un cop emergida la planta, i fins que el fullatge cobreix tot el terreny disponible, la fotosíntesi neta aconseguida és utilitzada per al creixement de la planta, tant la seva part aèria com radicular i estolonífera. Aquest desenvolupament és d'alta intensitat en l'ús de nutrients. Les pràctiques agronòmiques tenen tendència a aconseguir una major densitat de plantació, un subministrament adequat de nutrients, un abastament oportú d'aigua, un clima amb temperatures de 18 a 25 °C i una alta intensitat lumínica; afavoriran un desenvolupament òptim d'aquesta etapa.
Després de l'emergència, la part aèria i les arrels es desenvolupen simultàniament. El creixement dels tubercles pot iniciar lentament a les 2-4 setmanes després de l'emergència i continua en forma constant a través d'un llarg període.
Sota condicions favorables al creixement de tubercles pot ser 800-1000 kg/ha/dia, el potencial productiu de la patata, sobretot en un conreu de període vegetatiu llarg, és superior a les 100 tones/ha.

## Plagues i malalties
.

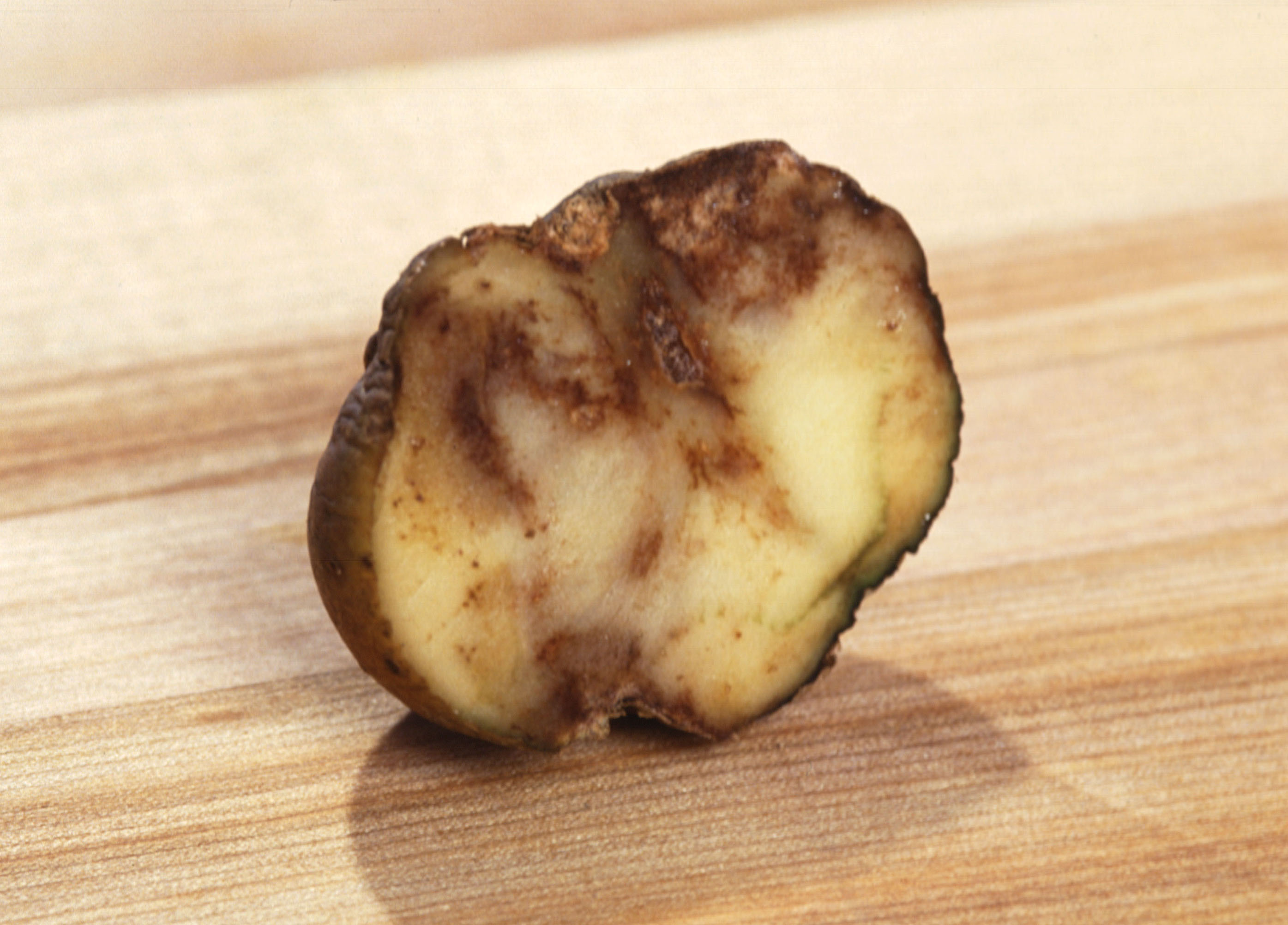
Podridura del tubercle ocasionada pel fong patogen Phytophthora infestans

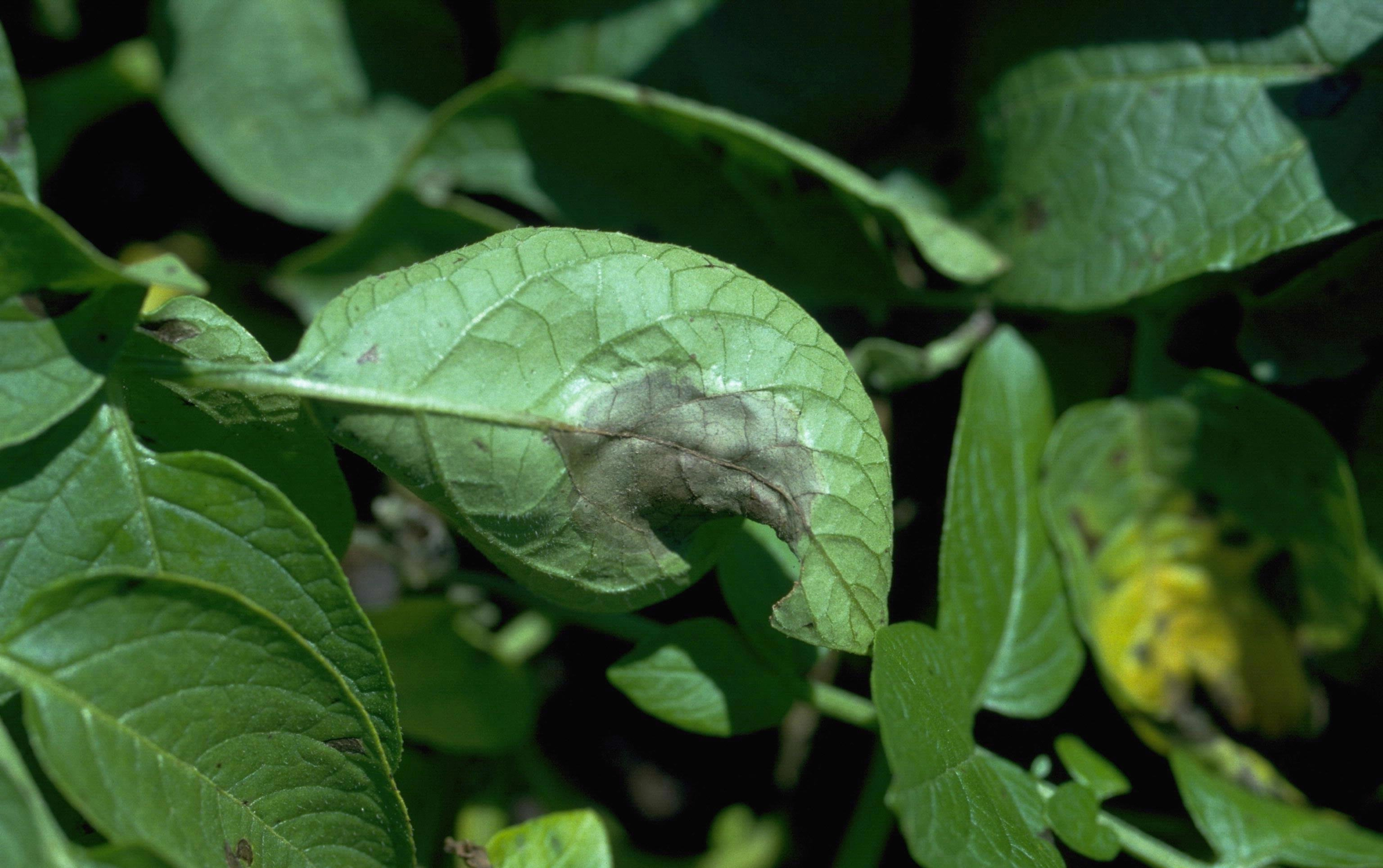
Símptomes foliars de la "neula tardana de la patata" ocasionada per Phytophthora infestans

La patata és susceptible a diverses malalties causades per bacteris i fongs, tals com:
- El mildium de la patata: provocat pel fong Phytophthora infestans; destrueix les fulles i el tubercle en l'última fase del seu creixement, manifestant-se en necrosi de les fulles, taques d'un color platejat i destrucció de teixits dels tubercles. Va ser el responsable de la Gran fam irlandesa del 1840.
- El fong Alternaria solani: causa taques necròtiques a les fulles de color marró a negre de diferents mides i amb anells concèntrics característics, que poden ajuntar-se. En els tubercles les lesions són fosques, enfonsades, de forma circular i irregular. Les mateixes poden augmentar de mida durant l'emmagatzematge.
- La fusariosi: provocada pel fong Fusarium oxysporum. És una malaltia típica de les patates emmagatzemades. Els tubercles presenten una floridura cotonosa blanca o lleugerament rosada. Aquest fong es desenvolupa molt bé a temperatures de 15 a 20 °C i amb humitat ambient superior al 70%. Aquesta malaltia es produeix per lesions, ferides o talls al tubercle. A causa de la seva influència en la dessecació, el tubercle es momifica i la polpa adquireix una textura granulosa.
- La sarna negra: causada per Rhizoctonia solani. És comú en sòls fèrtils, àcids i molt humits o amb manca de drenatge. En anys plujosos augmenta la seva incidència. A la superfície dels tubercles madurs es formen esclerosis de color negre a castany fosc. Altres símptomes en els tubercles inclouen esquerdes, malformacions, concavitats i necrosi a l'extrem d'unió amb els estolons.
- La sarna comuna: causada per Streptomyces scabies. És un problema comú del tubercle en totes les regions on se sembra patata, excepte on els sòls són molt àcids. L'organisme causant s'ha introduït en la majoria dels sòls del cultiu de patata. Afecta la qualitat però no al rendiment.
- La podridura tova i "cama negra" o "peu negre": causada pel bacteri Erwinia carotovora. La cama negra pot aparèixer en qualsevol etapa del desenvolupament de la planta quan la humitat és excessiva. Sovint, van pujant per la tija lesions negres i mucilaginoses des d'un tubercle-llavor amb podridura tova. Els tubercles nous es podreixen a vegades a l'extrem dels estolons. Les plantes joves són generalment nanes i erectes. Pot donar-se el groc i l'enrotllador ascendent dels folíols, seguits sovint el panseixen i la mort de la planta.
- La murchera o podridura bruna: causada pel Ralstonia solanacearum. És la malaltia bacteriana més greu de la patata en les regions càlides del món. Amb freqüència restringeix la producció d'aquest conreu. Els símptomes inicials de groc lleu s'observen primer a un sol costat de la fulla o una branca i no a la següent. Els símptomes avançats són el pansiment sever i la sequedat, que precedeixen la mort de la planta.
- La podridura anular o necrosi bacteriana de la patata: causada pel Clavibacter michiganensis ssp. sepedonicus.
- El pansiment: causada per Verticillium spp. El pansiment pel Verticillium pot ser un problema seriós a les regions tropicals i subtropicals i a deserts irrigats, on la deficiència d'aigua pot ser greu. El Verticillium albo-atrum és més sever en regions més fredes amb períodes prolongats de temps càlid i sec. El Verticillium dahliae és present en les àrees patateres més càlides i es caracteritza per formar microesclerocis. La malaltia es caracteritza per un groc de les fulles, el que comença a la base de la planta i pot desenvolupar unilateralment, restringit als costats de les fulles, la tija o la planta. Després, la planta pot pansir-se arribant a una mort prematura.

.

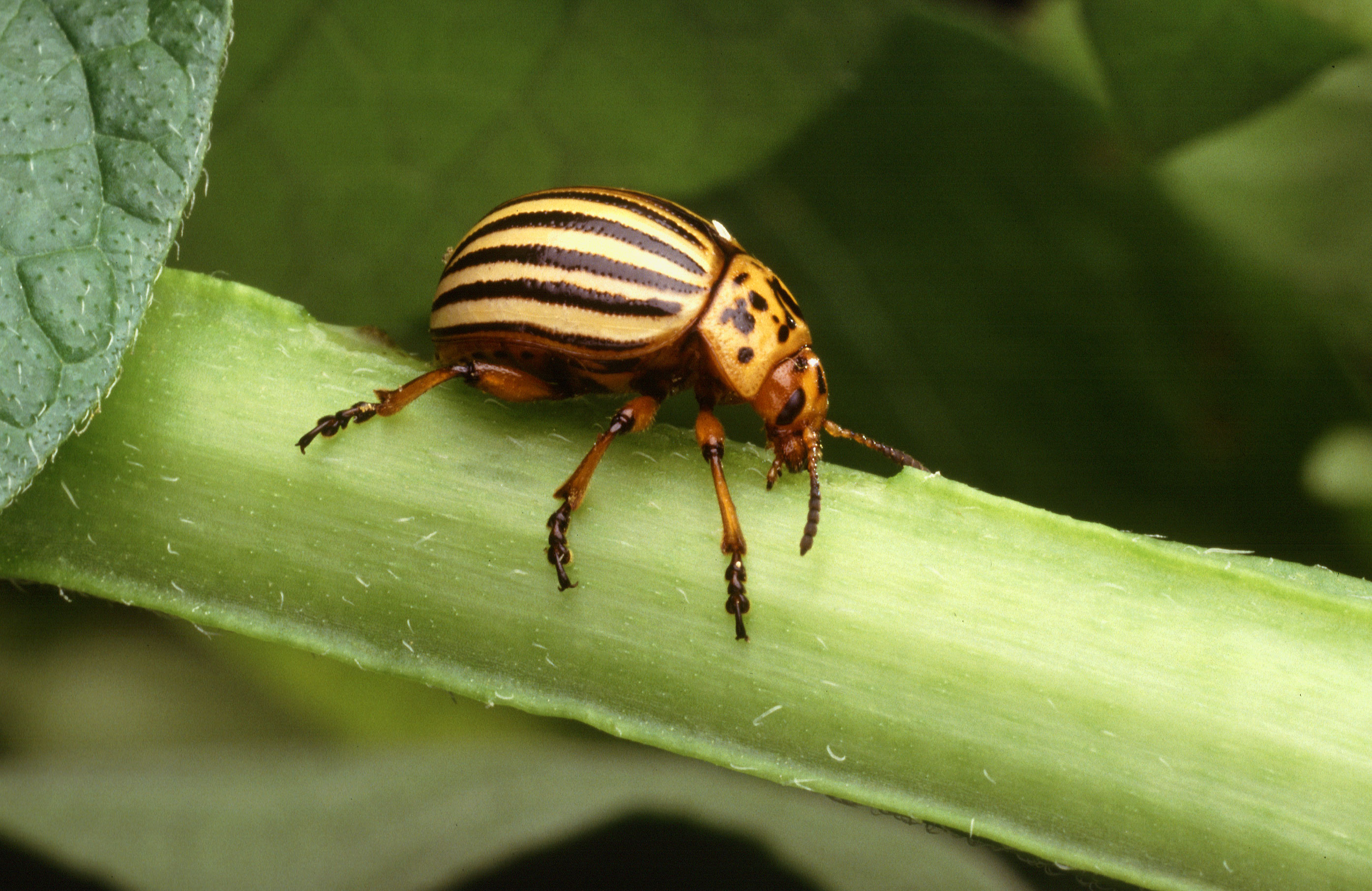
Leptinotarsa decemlineata

Al seu torn, la patata pot ser atacada per diverses espècies d'insectes, àcars i nematodes entre els quals es troben: 
- L'escarabat de la patata, Leptinotarsa decemlineata, les larves i adults són molt danyosos.
- La larva del coleòpter Diloboderus abderus, coneguda com a cuc blanc, ISOC, bicho cadenat o torito.
- Els llangardaixos talladors, Agrotis Ypsilon i Peridroma saucia.
- La pulguilla, Epitrix fasciata.
- El sant Antoni verd, Diabrotica speciosa.
- Els pugons, Myzus persicae i Macroziphum euphorbiae.
- El trips, Frankliniella schultzei.
- El cuc filferro, Conoderusspp.
- La mosca minador, Liriomyza huidobrensis.

.

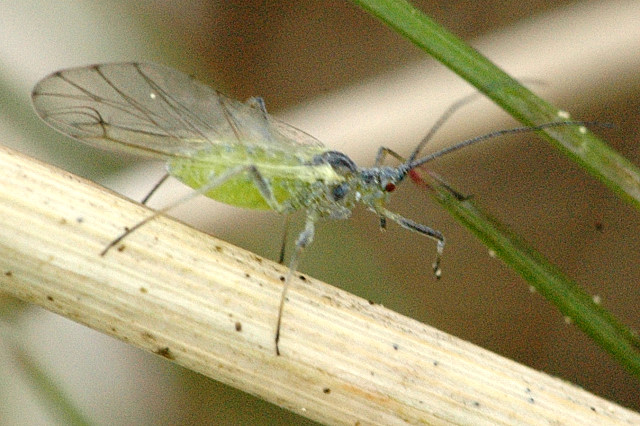
Myzus persicae, un àfid que pot transmetre virosis en el cultiu de patata

- El corc de la patata, Phyrdenus muriceus.
- L'arna de la patata, Phthorimaea operculella.
- La paratrioza, Bacterioza cockerelli.
- El nematode daurat de la patata, Globodera rostochiensis. És la plaga de major importància en el conreu de la patata. Té una distribució gairebé universal a les zones temperades on es cultiva aquest tubercle. Controlar-lo és força difícil, per la qual cosa els països lliures d'ell mantenen rígides reglamentacions quarentenàries a fi d'evitar-ne la introducció.[9]
- El fals nematode del nus, Nacobbus aberrans. Les plantes atacades hi ha febles; els símptomes en les arrels consisteixen en formacions de ganyes en forma successiva com els comptes d'un rosari.
- El nematode del quist de la patata, Globodera pallida, plaga important que pot arribar a disminuir els rendiments fins a un 30%.

.

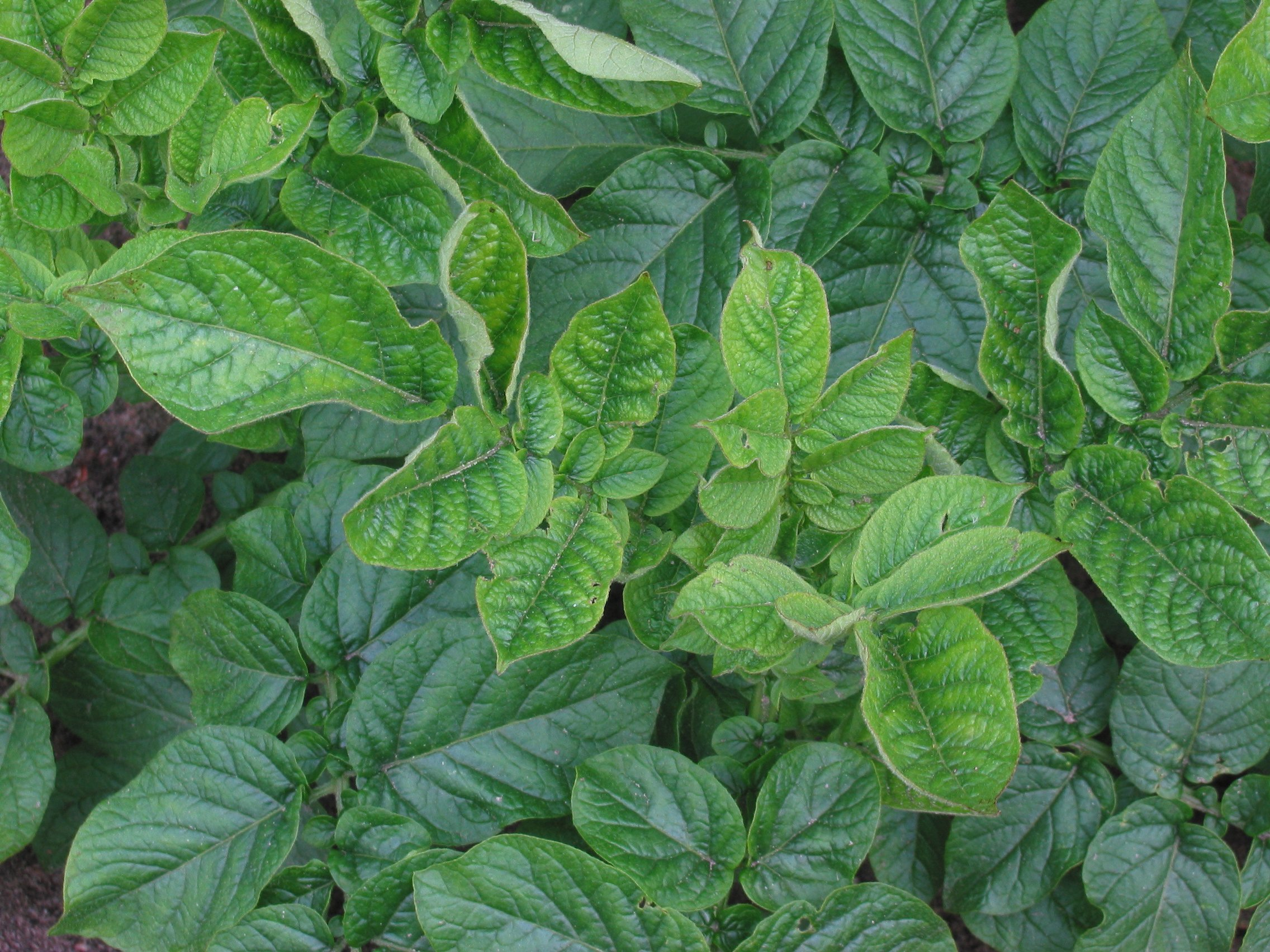
Aspecte d'una planta de patata afectada per una virosi

Finalment, les malalties causades per virus constitueixen un dels factors que més afecten la producció en el conreu de la patata. Les virosis són les responsables primàries de la degeneració gradual de les varietats, la qual es tradueix principalment en la pèrdua de rendiment. En alguns casos, els virus causen pèrdues qualitatives a causa de la reducció del valor de màrqueting i conservació de tubercles. Els virus que majors pèrdues econòmiques ocasionen a aquest cultiu són, entre d'altres, el virus de l'enrotllat de la fulla ( PLRV, per "Potato leafroll Virus, un luteovirus), el virus del mosaic (PVX, de Potato X Virus) i el virus del mosaic sever (PVY, per "Potato I Virus", un potyvirus). La magnitud de les pèrdues per aquests virus pot arribar a un 90% per al PLRV o a un 60% per al PVX.

## Usos

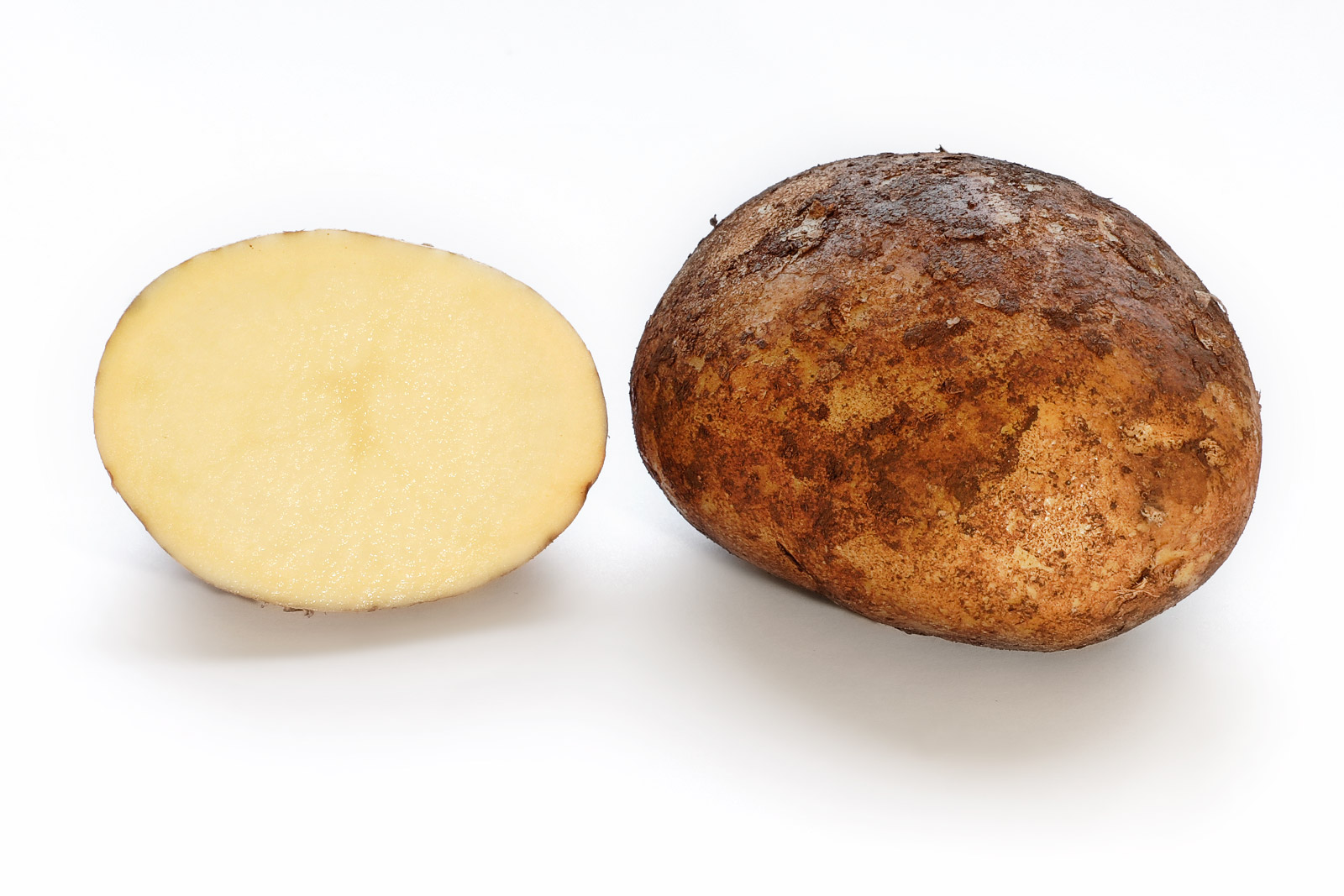
Patata

La varietat i la hibridació de la patata ha estat exponencial des del descobriment d'aquest tubercle herbaci per la cultura del vell món. La seva floració es dona a la primavera i a principis de l'estiu, depenent del lloc. Les patates s'utilitzen per a cuinar un dels plats més populars del món: les patates fregides. A Mallorca es fan servir per preparar el tombet, el Frit mallorquí i les coques de patata. Les patates també es fan servir per elaborar el vodka.
| Aigua                       | 75 g      |
| Energia                     | 77,2 kcal |
| Greix                       | 0,1 g     |
| Proteïna                    | 1,5 g     |
| Hidrats de carboni          | 17,5 g    |
| Fibra                       | 4 g       |
| Potassi                     | 0,531 mg  |
| Fósfor                      | 0,110 mg  |
| Ferro                       | 0,002 mg  |
| Sodi                        | 0,038 mg  |
| Magnesi                     | 0,046 mg  |
| Calci                       | 0,022 mg  |
| Vitamina A (com Betacarotè) | 5 UI      |
| Vitamina C                  | 10 mg     |
| Vitamina B1 (Tiamina)       | 0,5 mg    |
| Vitamina B2 (Riboflavina)   | 1 mg      |
| Vitamina B3 (Niacina)       | 6,3 mg    |
| Vitamina B6 (Piridoxina)    | 0,2 mg    |
| Vitamina E                  | 0,1 mg    |
| Àcid fólic                  | 44 mcg    |
| --------------------------- | --------- |

La patata és un dels conreus més importants del món. Per al consum humà només és superat per tres cereals: el blat, l'arròs i el blat de moro. No obstant això, els tubercles de la patata brinden un rendiment per hectàrea diverses vegades superior a aquells que s'obtenen amb els grans dels cereals. Aquests tubercles s'utilitzen en alimentació animal i per a consum humà en diversos aliments processats, com a agent gelificant i en la producció de begudes alcohòliques. Així mateix, els tubercles de patata presenten un gran nombre d'aplicacions industrials, per exemple: el midó de la patata proveeix una cobertura per al paper i per a productes tèxtils.

### Utilització a l'alimentació humana
La patata és fàcilment digerida i té un alt valor nutricional. Els tubercles de patata presenten aproximadament un 78% d'aigua i un 18% de midó. La resta està compost per quantitats variables de proteïnes, minerals i prop de 0,1% de lípids. La patata conté diverses vitamines, incloent-hi la vitamina C, riboflavina, tiamina i niacina. Entre els diferents minerals que es troben en la patata mereixen citar el calci, el potassi, el fòsfor i el magnesi per la seva importància en la nutrició humana. A causa del fet que presenta una escassa quantitat de sodi, la patata generalment se suggereix en les dietes que requereixen baixos continguts d'aquest element. Les patates consumides amb la closca són una excel·lent font de fibra. De fet, amb 3 grams de fibra per porció, la patata excedeix els percentatges de fibra que es troben en altres aliments com els grans de cereals "sencers". Els percentatges dels diversos constituents d'un tubercle d'una patata crua (amb closca) es trien a la taula adjunta. Malgrat la noció popular, la majoria dels nutrients no es troben a la closca sinó a l'interior del tubercle. En qualsevol cas, en deixar la closca s'incrementa el consum de fibra i, per altra banda, se simplifica qualsevol preparació.
A banda del seu valor nutricional, el consum de la patata constitueix un delit per a milions de persones al voltant de tot el món. És la protagonista de diversos plats de la cuina regional de molts països. Aquests tubercles es guisen, es rosteixen, se saltegen i es fregeixen. Intervenen en purés, cremes, sopes, suflés, croquetes, truites i masses. A més, a partir de la fermentació dels tubercles s'obtenen diverses begudes alcohòliques com: una varietat de vodka, l'aquavit escandinau, el brennivín islandès i el shochu japonès.

#### Puré instantani

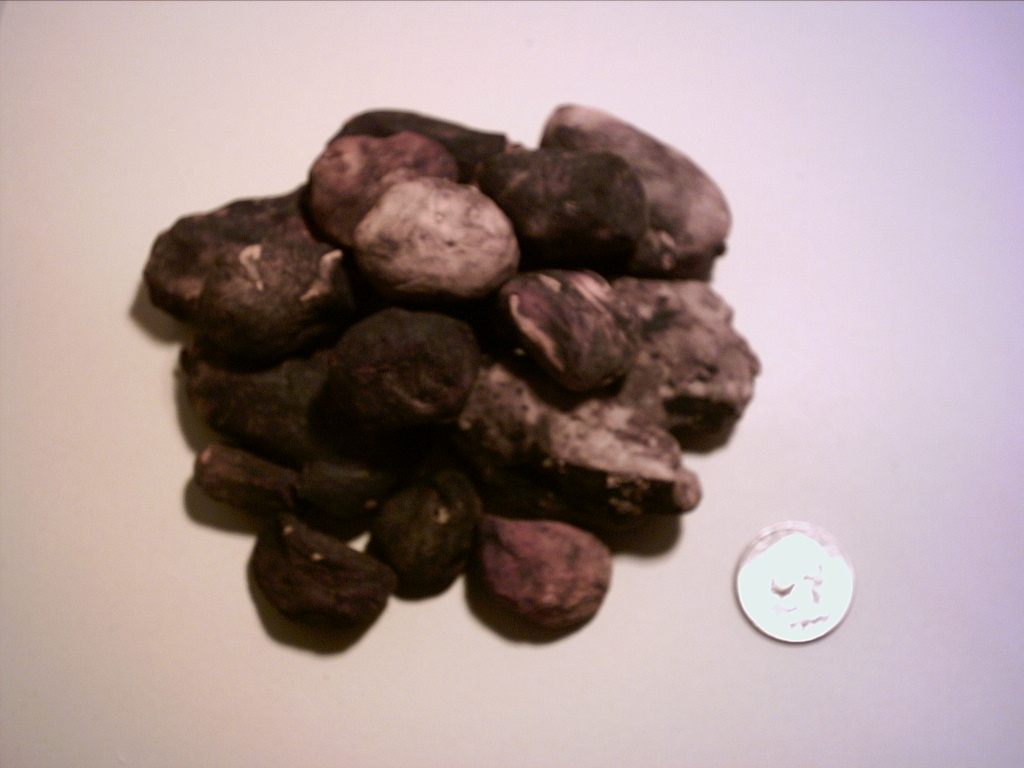
Grapat de chuño, preparat a partir de tubercles de patata de la zona peruana. A tall de referència de mida, a la imatge es va incloure una moneda d'un quart de dòlar nord-americà

És una variant industrial del clàssic puré de patates, la qual es ven com un producte semielaborat en forma de flocs o de pols i que només necessita aigua calenta o llet per a la seva preparació, just abans de ser servit. Per a l'elaboració dels flocs o pols del puré de patates instantani s'escalden les patates ja tallades a una temperatura de 70° C i, posteriorment, es refreda fins a 20 °C. D'aquesta forma, l'estructura de la patata es trenca perquè es pugui barrejar fàcilment amb els additius. Mitjançant aquest procés s'afegeixen monoglicèrids que són els responsables de millorar els sabors al paladar, s'afegeixen antioxidants com l'àcid ascòrbic (Vitamina C), així com àcid cítric per tal que es pugui conservar, i finalment colorants així com fosfats. S'escalfa a una temperatura de 150 °C, d'aquesta manera, la massa resultant es converteix en pols que finalment és envasat al buit en una espècie de sobres.
Pel que fa a la seva qualitat nutricional, el puré instantani és substancialment equivalent al puré comú de patates. La diferència és la pèrdua de vitamina C, per la qual cosa molts fabricants l'addicionen per compensar.
Existeix una patent nord-americana (US 1025373) anomenada patatas deshidratades i processos per preparar, presentada el 1905 i atorgada el 1912, que descriu justament el mètode per preparar el puré instantani.
Abans de l'època incaica i en terres peruanes es va desenvolupar una tècnica per deshidratar la patata per un procés de liofilització natural, el que permetia el seu emmagatzematge en grans quantitats, per temps prolongat, en espais relativament reduïts. En l'època de l'Imperi Inca se l'emmagatzemava en els tambos. La patata deshidratada amb aquest mètode es coneix amb el nom de chuño (del quítxua ch'uñu= "arrugat") i és l'antecedent més antic del puré de patates instantani.

### Compostos tòxics presents en la patata

Estructura química de la solanina

Un compost tòxic present a la patata és la solanina, un glucoalcaloide de sabor amarg. Es considera que la seva producció és una estratègia adaptativa de les plantes com a mecanisme de defensa contra els animals herbívors. La intoxicació per solanina es caracteritza per alteracions gastrointestinals (diarrea, el vòmit i el dolor abdominal) i neurològiques (al·lucinacions i mal de cap). La dosi tòxica és de 2 a 5 mg per quilogram de pes corporal. Els símptomes es manifesten de 8 a 12 hores després de la ingesta. Un altre és la solanidina.
A la patata aquests glicoalcaloides es produeixen en petites quantitats (de mitjana 0,075 mg per gram de patata), però el seu contingut s'incrementa davant determinades condicions (per exposició perllongada a la llum o lesions mecàniques). Encara que a aquestes concentracions la patata és tòxica, el pelat i el tractament tèrmic (com la cocció o el fregit) permeten destruir aquesta substància, però, roman el seu sabor amarg.

### Usos industrials
El midó de la patata (la fècula de patata) cada vegada s'utilitza més en la indústria. Exemples de la seva utilització en la manufactura de productes no alimentaris són els materials per a embalatge, la cola d'enganxar per a papers pintats, la pols per rentar roba i els cosmètics (la pasta dentifrícia, les cremes, les pólvores facials, el xampú i les pastilles). Malgrat aquests usos no tradicionals, la indústria del paper és la que més demanda el midó de la patata per a la confecció de cartró corrugat, paper d'embolcall i paper premsa.

### Ús com a organisme model en recerca
La patata és una important planta model. Malgrat que altres plantes no cultivades, com ara la Arabidopsis thaliana, ofereixen certs avantatges per a la investigació, com ara la presència dels genomes simples, petits i el cicle de vida curt, no poden oferir respostes a les preguntes més pertinents des del punt de vista de l'agricultura. En aquest context, la patata presenta diversos aspectes biològics que la fan un model molt atractiu pel seu estudi. Igual que altres conreus com el blat de moro, el blat o la soja, la patata és un poliploide. L'efecte de la poliploidia sobre la productivitat dels conreus encara no ha estat determinat, però la seva prevalença entre les espècies conreades indica que ha de presentar evidents avantatges. La patata és un poliploide ideal, comparat amb altres conreus, ja que és el resultat de la duplicació d'un mateix genoma (es diu que és un autoploploide) més que de la combinació de diferents genomes (com passa en els alopoliploides, com el blat), per la qual cosa és menys complex. Al contrari que l'Arabidopsis, els diferents clons de patata són altament heterozigòtics, una característica que contribueix a la gran diversitat genètica d'aquesta espècie i que potser ha estat un factor preponderant en la supervivència i domesticació d'aquesta. No obstant això, és un heterozigòtic bastant particular, ja que no només pot acomodar dos al·lels diferents per locus gènic sinó fins a quatre a causa de la seva condició de autotetraploide. Aquesta característica permet estudiar, no només l'efecte d'un al·lel, sinó l'efecte de diferents dosis d'un determinat al·lel sobre la biologia de la planta.

### Patates genèticament modificades
Els intents per conferir resistències a plagues i malalties a la patata a través de l'transgènesi no han estat comercialment reeixits. El 1999 es van plantar al Canadà i als Estats Units aproximadament 25.000 hectàrees de patates transgèniques, la major part d'elles expressaven un gen Bt que els conferia resistència a insectes (particularment a l'"escarabat de la patata", Leptinotarsa decemlineata). A partir d'aquesta data la superfície conreada amb patates transgèniques va decaure contínuament fins a desaparèixer.
Una de les raons, potser la més important, és que els grans industrials de la cadena de comercialització de la patata (l'empresa McCain, per exemple) es van negar a comprar, rebre o processar patates genèticament modificades a partir de 1999.
En les investigacions orientades a donar major resistència a la "neula tardana de la patata", causada pel fong Phytophthora infestans, s'han aconseguit resultats positius en laboratori amb patates genèticament modificades que expressen un derivat del pèptid antimicrobià dermaseptina B1, propi de la pell de la granota arbòria tropical Phyllomedusa bicolor; altre tant passa amb els avenços obtinguts en altres varietats modificades que contenen el sistema Barna-barstar, procedent del genoma del bacteri Bacillus amyloliquefaciens, en què la enzimbarna s'expressa en les cèl·lules infectades de la planta (gràcies al fet que el gen va ser lligat a un promotor del mecanisme de defensa de la planta) en quantitats suficients per destruir - i l'enzim barstar inhibeix la seva acció quan es troba en dosis baixes, com ocorre en les cèl·lules sanes.
Una altra classe de patates genèticament modificades són aquelles que presenten modificacions en el seu midó i, per tant, tenen aplicacions industrials. El midó de la patata està constituït per un 20% d'amilosa i un 80% d'amilopectina. Aquesta última és una molècula d'alt pes molecular, altament ramificada i amb excel·lents propietats adhesives. L'amilosa, en canvi, és una molècula més petita, lineal i amb propietats gel ificants. Aquest percentatge d'amilosa en el midó de la patata limita la seva utilitat per a moltes aplicacions industrials. La separació dels dos components no és econòmicament viable, i per això la major part del midó d'ús industrial es modifica químicament per reduir la seva tendència gelificant. Aquest tractament químic utilitza energia i aigua en grans quantitats per la qual cosa és un procés ambientalment onerós.
Els científics de l'empresa BASF han desenvolupat patates transgèniques amb 100% d'amilopectina en el seu midó les que s'anomenen "Amflora". Aquesta modificació s'ha aconseguit per mitjà de tecnologia antisentit que impedeix l'expressió del gen GBSS ("granule Bound starch synthase") imprescindible per a la creació d'amilosa a partir de dextrosa. Les patates modificades d'aquesta manera no poden sintetitzar amilosa, ja que el seu midó conté només amilopectina. Els residus de la utilització industrial de les patates "Amflora" també poden ser utilitzats per a l'alimentació del bestiar.

## Mercat mundial
El mercat mundial de la patata travessa grans canvis. Fins a inicis de la dècada del 1990, gairebé la totalitat de les patates es produïen i consumien a Europa, Amèrica del Nord i als països de l'antiga Unió Soviètica. Des d'aleshores, s'ha produït un espectacular augment de la producció i la demanda de patata a Àsia, Àfrica i Amèrica Llatina, on la producció té un augment de menys de 30 milions de tones a principis del decenni del 1960 a més de 100 milions de tones per a mitjans dels anys 90. L'any 2005, per primera vegada, la producció de patata del món en desenvolupament —uns 161,5 milions de tones— excedia la dels països desenvolupats (155,9 milions de tones). La Xina s'ha convertit en el primer productor mundial de patata, i poc menys d'una tercera part de totes les patates es cullen actualment a la Xina i l'Índia.
Àsia i Europa són les principals regions productores de patata del món i el 2006 subministrar el 80% de la producció mundial. Si bé a l'Àfrica i Amèrica Llatina les collites van ser d'un volum molt menor, la producció va ser extraordinària. Amèrica del Nord va ser el primer productor indisputable del continent, amb més de 40 tones per hectàrea. L'Àsia consumeix gairebé la meitat del subministrament mundial de patata, però per la seva enorme població vol dir que el consum per persona va ser de gairebé 25 quilograms en 2005. Els majors consumidors de patata són els europeus. El consum per capita més baix és el d'Àfrica i el d'Amèrica Llatina, però està en augment.

### Àfrica

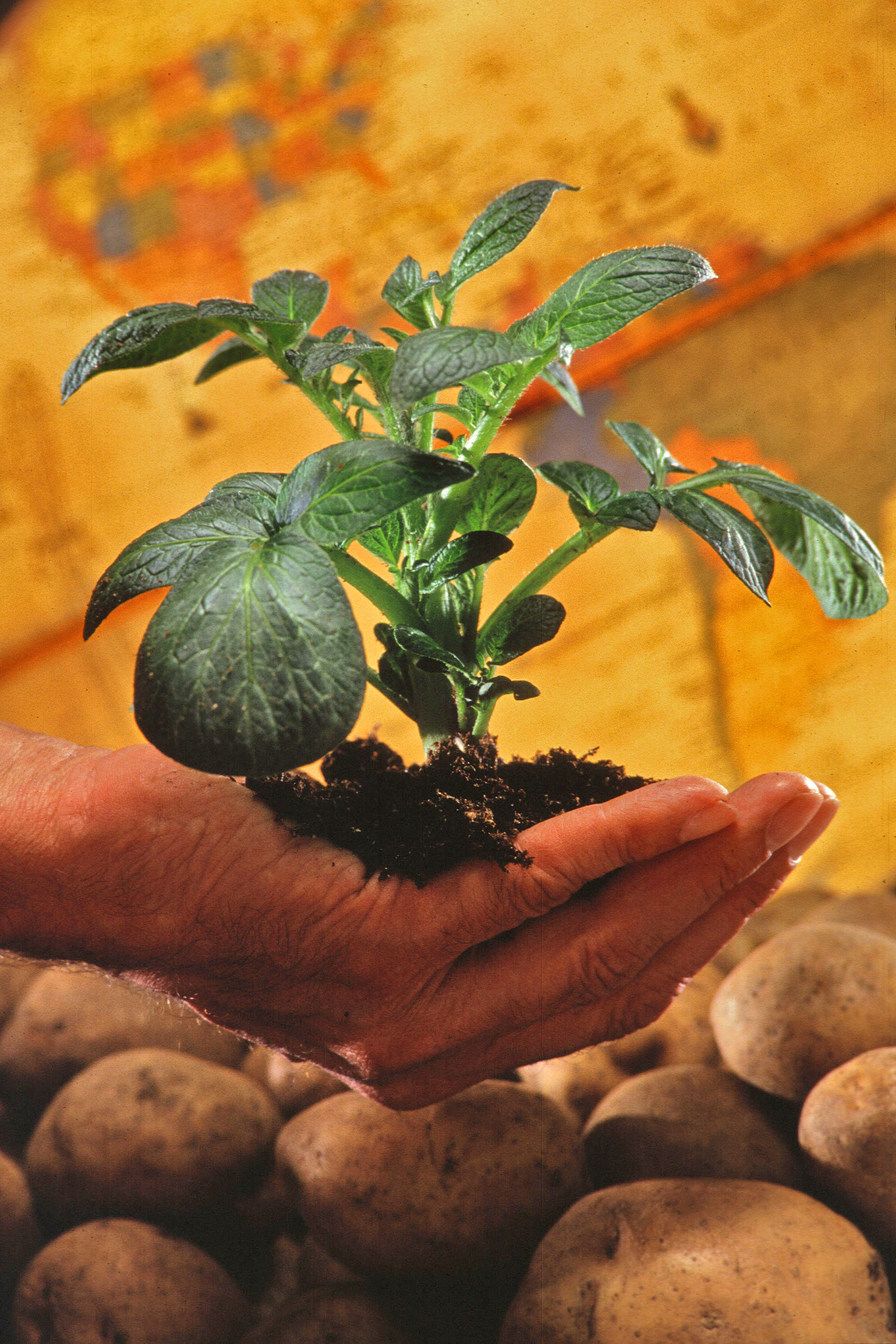
Planta de patata o patata

La patata va arribar a l'Àfrica cap a principis del segle xx. En els darrers decennis la producció ha crescut constantment, de 2 milions de tones l'any 1960 a un volum extraordinari de 16,5 milions de tones el 2006. Les patates es cultiven en una gran varietat de condicions, des de les finques comercials irrigades d'Egipte i Sud-àfrica, fins a les terres altes tropicals intensament conreades d'Àfrica oriental i central, a càrrec principalment dels petits productors.
Egipte és el primer productor de patata d'Àfrica. La patata es va introduir en aquest país al segle xix i la seva producció a gran escala va començar durant la primera guerra mundial, perquè els funcionaris britànics de la colònia van fomentar la producció d'aquest cultiu per alimentar als soldats. Tanmateix, després de la guerra, la mala qualitat de les llavors importades i la falta d'experiència dels agricultors amb aquest cultiu van impedir que augmentés la seva producció.
Aquesta situació va canviar a través del temps. Des del 1961 la producció de patata de regadiu a Egipte, concentrada al nord del delta del Nil, ha crescut a una taxa superior al 5% anual. Entre 1990 i 2007 la producció anual va augmentar d'1,6 milions de tones a uns 2,6 milions de tones, amb la qual cosa Egipte es va convertir en primer productor africà de patates.
Egipte també és un dels principals exportadors mundials de patata. L'any 2004, les exportacions van ascendir a més de 380.000 tones de patates fresques, i 18.000 tones de productes congelats de patata, destinats sobretot als mercats europeus. Segons les estimacions de la FAO sobre la producció de patata a l'Àfrica en 2007, tres països van ocupar el segon lloc com a principals productors de la regió: Algèria, Malawi i Sud-àfrica.

### Amèrica del Nord
A l'Amèrica del Nord la producció de patata es concentra als Estats Units i el Canadà, que ocupen el 5è i 13è lloc, respectivament, en la producció mundial de patata. Des del 1990, els dos països han obtingut considerables augments dels rendiments per unitat de superfície, els que hi ha avui són una mitjana de 39 tones per hectàrea als Estats Units. Ambdós són grans exportadors de productes de patata congelada.
La primera parcel·la de patates de l'Amèrica del Nord es va conrear en 1719 i les primeres patates fregides es van servir a la Casa Blanca, durant la presidència de Thomas Jefferson, uns 80 anys més tard. L'any 2007, els Estats Units va aconseguir 17,6 milions de tones de patates, amb el qual es van convertir en el cinquè productor mundial. Als Estats Units es produeixen patates a gairebé a tots els estats, encara que la meitat de la producció comercial es conrea a Idaho, Washington, Wisconsin, Dakota del Nord, Colorado, Oregon, Maine, Minnesota, Califòrnia i Michigan. La patata és una de les 20 hortalisses de més consum als Estats Units. Cada nord-americà consumeix més de 54 quilograms de patates a l'any: cuites, al forn, rostides, fregides, gratinades, en puré, farcides i fins i tot crues.
Al Canadà, en canvi, la patata es va començar a cultivar abans. Els colonitzadors van ser els primers a conrear-la a Nova Brunswick, a la costa atlàntica del Canadà, des de mitjan segle xvii. Avui dia, el Canadà és el tretzè productor mundial de patata, i en 2007 la producció va arribar gairebé a cinc milions de tones. La patata representa una tercera part de la facturació agrícola d'hortalisses, amb la qual cosa es converteix en l'hortalissa més important del Canadà. Des d'inicis del decenni del 1990, la producció de patata al Canadà ha crescut per satisfer la demanda internacional de productes de patata congelats. El 2004 van ser necessàries gairebé dos milions de tones de patata crua-el 37% del total de la collita-per satisfer la demanda de les exportacions. Aquestes involucren, gairebé completament, patates fregides a la francesa congelades, destinades principalment al mercat nord-americà.

### Amèrica Llatina
Si bé la patata es va originar a l'Amèrica del Sud, aquesta regió és la que menys produeix patata del món: menys de 16 milions de tones en el 2007. Per a la majoria dels petits camperols de la regió andina la patata segueix sent un cultiu tradicional, lligat al consum familiar més que a la producció industrial i on s'utilitzen varietats desconegudes a la resta del món. En altres països com l'Argentina, el Brasil, Colòmbia i Mèxic, està augmentant la producció comercial a gran escala.
Fins a finals del segle xix el cultiu de la patata era pràcticament desconegut al Brasil quan la van introduir els immigrants europeus a les zones relativament temperades del sud del Brasil. Si bé la patata segueix sent un cultiu de menor importància en l'agricultura brasilera, aquest país és el principal productor llatinoamericà de patata, amb una collita rècord en 2007 d'uns 3,4 milions de tones. Als darrers 15 anys, la producció de patata ha augmentat de mitjana un 5% l'any, i la producció mitjana ha augmentat de 14 tones a 24 tones per hectàrea. No obstant això, el consum anual és de només uns 14 quilograms per capita.
El segon productor llatinoamericà de patata, amb una producció anual de més de 3 milions de tones des de l'any 2000, és el Perú, país on no només es conrea Solanum tuberosum sinó també altres espècies o grups de cultius de patata. S'ha estimat el consum anual al voltant de 80 quilograms per persona. La producció de patata està principalment en mans dels petits camperols, a una alçada d'entre 2.500 i poc més de 4.000 metres sobre el nivell del mar, als Andes centrals, mentre que una superfície més reduïda en les valls costaneres es destina a la producció comercial. L'enorme diversitat genètica de les patates peruanes és considerada "en perill", a causa de les noves varietats comercials, sovint produïdes per satisfer les preferències dels consumidors urbans.
El tercer país productor de patata a Sud-amèrica és Argentina. Si bé al nord-oest d'aquest país hi ha patates de varietats antigues, la producció d'aquest conreu data recentment del 1870, segons està documentat, quan es van conrear 2.000 hectàrees de tubercles importats, gairebé sens dubte, d'Europa. Actualment, la producció de patata és en gran escala i molt mecanitzada, i es concentra a les províncies de Buenos Aires, Tucumán i Còrdova. Des d'inicis del decenni de 1960 la collita nacional mitjana uns dos milions de tones, i de vegades supera aquesta xifra (com el 1998, quan va ser de 3,4 milions de tones). Els nivells de consum de patata, d'uns 44 quilograms per persona a l'any al 2005, també han canviat poc des del 1990. El que ha canviat notablement és la productivitat (o sigui, el rendiment per unitat d'àrea). Juntament amb una caiguda constant de la superfície plantada —de 200.000 hectàrees el 1961 a unes 68.000 el 2007—, la producció per hectàrea s'ha triplicat amb escreix fins a gairebé 30 tones. L'any 2005, l'Argentina va exportar 33.000 tones de patates, i 4.000 tones de farina de patata.

### Àsia i Oceania
La regió d'Àsia i Oceania conté el principal productor internacional de patata: la Xina, que representa més del 20% de la superfície i de la producció mundial d'aquesta hortalissa. Altres països d'Àsia, com ara Bangladesh, l'Índia, l'Iran, el Japó i Turquia, també estan entre els principals 20 productors mundials de patata. En aquesta regió també es troba el país que assoleix la major productivitat per unitat de superfície: Nova Zelanda amb una mitjana de 42 tones per hectàrea.

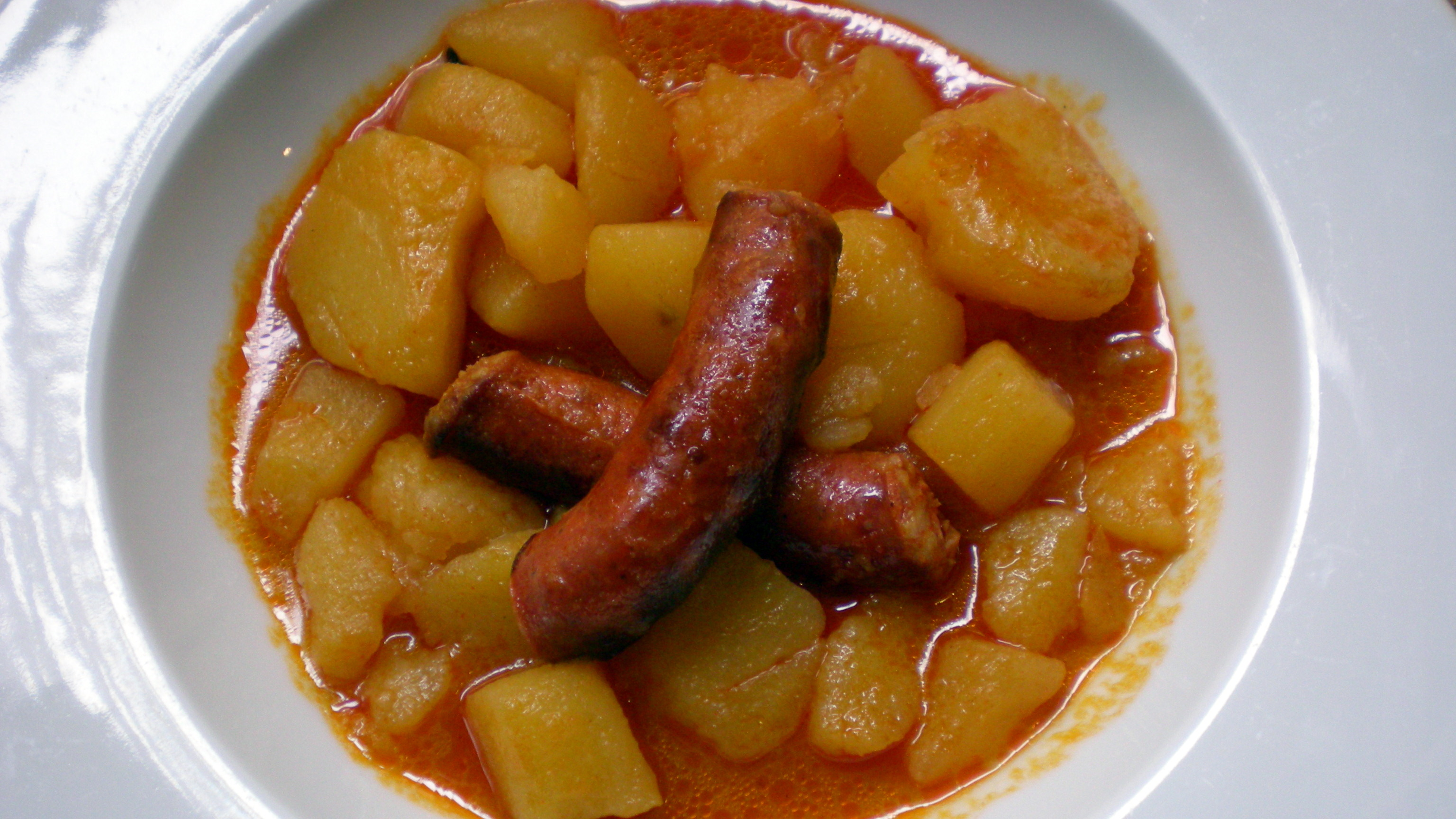
Plat de patates a la riojana

### Europa
Si bé es desconeix la data exacta de la introducció de la patata a Europa, és probable que hagi arribat a través de les Illes Canàries, on es cultivava S. tuberosum com a mínim des de mitjan segle xvi (registres posteriors revelen que se subministraven patates als pacients de l'Hospital de la Sang, a Sevilla, el 1573). Si bé la patata al principi era més preuada per la seva flor que com cultiu alimentari, va ser essencial en l'agricultura espanyola durant gairebé tot al segle xx, amb una producció anual superior a 5 milions de tones fins al decenni del 1990.
Durant la major part del segle xx Europa fou indiscutiblement el primer productor mundial de patata, honor que ara correspon a l'Àsia. No obstant això, set països d'Europa continuen estant entre els primers 10 productors del món. Europa també ostenta el consum més alt del món (gairebé 100 quilograms de patates per persona a l'any). En molts països de l'Europa occidental s'està produint un canvi del conreu de la patata a l'elaboració industrial i a la producció de tubercles llavor. El primer productor d'Europa és Rússia. La llegenda conta que el tsar Pere el Gran, en el seu viatge per l'Europa occidental en 1697, va enviar a Rússia el primer sac de patates. Però durant més d'un segle, el nou tubercle va ser considerat tòxic i rebutjat amb el malnom de "poma del diable". Quan per fi els agricultors russos van acceptar la patata, a mitjans del segle xix, el creixement va ser explosiu. Per al 1973, Rússia produïa, amb les llavors repúbliques soviètiques de Belarús i Ucraïna, més de 100 milions de tones de patates a l'any. Des de llavors, la superfície conreada de patates ha disminuït sense interrupció, i la producció anual de Rússia en els darrers 15 anys s'ha estabilitzat en 35 milions de tones.
Amb tot, la Federació Russa segueix essent un "tità de la patata", el segon després de la Xina. El rus de mitjana consumeix 140 quilograms de patata l'any. Més del 90% de les patates russes es cultiven en parcel·les domèstiques i en granges privades. Les plagues i les malalties són un gran problema, es perden a l'any fins a quatre milions de tones a causa de la catarinita de la patata, els fongs i diversos virus.